# Andrew Wood (admirał)

Godło klanu Wood z zawołaniem: Bezpiecznie na falach

Andrew Wood (ur. ok. 1450 w Upper Largo, zm. przed 15 listopada 1517) – szkocki kupiec, żeglarz i admirał Szkockiej Marynarki Królewskiej.

## Życiorys

### Młodość
Adrew Wood był najstarszym synem kupca Williama Wooda, prawdopodobnie z klanu Wood, który miał swoje dobra w Fife i Angus. Dość szybko osiągnął znaczny majątek i wszedł w posiadanie własnej fregaty – Flower. Następnie Wood objął dowództwo nad zagranicznymi piratami, którzy działali na Morzy Północnym. Andrew Wood zasłynął jako bardzo dobry dowódca i żeglarz, co zwróciło na niego uwagę dworu królewskiego w Edynburgu. Od tej pory Wood służył Jakubowi III jako kaper. W 1488 Wood przewiózł przez Zatokę Firth of Forth samego króla wraz z armią, która jednak została pobita pod Sauchieburn 11 czerwca. Sam król zaś został zamordowany krótko po bitwie przez zbuntowanego lorda.
W tej sytuacji Wood przeszedł na służbę syna i następcy Jakuba III (z którym m.in. właśnie król walczył) – Jakuba IV.

### Admirał i baron
Niebawem po koronacji, Jakub przekazał Woodowi swój najwspanialszy okręt - Yellow Caravel, który wraz z Flower udał się na patrol u południowo-wschodnich wybrzeży Szkocji. W początkach 1489 Wood zaatakował i rozgromił angielską flotę pod Dunbar. Sukces ten sprawił, że królewski kaper zyskał ogromny szacunek i popularność, a król mianował go admirałem (właściwie tzw. Lordem Wysokim Admirałem).
Klęska Anglików pod Dunbar sprawiła, że król Henryk VII Tudor wyznaczył nagrodę w postaci corocznej pensji w wysokości 1000 £ dla kapitana, który pokona Wooda i jako jeńca sprowadzi na dwór do Londynu. Zadania podjął się admirał sir Stephen Bull, którego flota próbowała zaskoczyć szkockiego dowódcę w Firth of Forth. Również tym razem Wood odniósł świetne zwycięstwo i wziął angielskiego dowódcę do niewoli. Ponieważ starcie toczyło się blisko lądu, wiadomość o zwycięstwie natychmiast dotarła do króla, który w uznaniu zasług pasował Andrew Wooda na rycerza. Z kolei Henryk VII zaprzestał posyłania kaprów na szkockie wody.
W latach 1498 i 1505 Wood ponownie brał udział w walkach, tym razem w Zatoce Firth of Clyde i przeciw buntownikom na Hebrydach Zewnętrznych. Za kolejne zasługi Jakub IV wyposażył go w baronię Largo, z której Wood pochodził. Sam admirał, na gruzach niemal nieistniejącego już starego zamku, wybudował nową, ufortyfikowaną posiadłość. Podobno to on zbudował też kanał, łączący zamkową fosę z okolicami kościoła parafialnego, którym często pływał, ponieważ nie lubił lądowych podróży.
Prawdopodobnie w 1512 był pierwszym kapitanem nowego królewskiego okrętu Michaela.
Andrew Wood zmarł przed 15 listopada 1517 roku, a prawdopodobnie w 1515. Jednak dopiero w 1521 jego ciało pochowano uroczyście w lokalnym kościele parafialnym. Podobno tą ostatnią podróż także odbył zbudowanym kanałem. W tym samym miejscu spoczywają jeszcze przedstawiciele kilku następnych pokoleń. W XIX wieku, w uznaniu zasług, Wood otrzymał miano Szkockiego Nelsona.